# Čibča (jazyk)
Čibča (ve španělském fonetickém přepisu chibcha) je mrtvý jazyk čibčské jazykové rodiny. Dříve jím hovořili domorodí obyvatelé kolumbijské vysočiny.